# Tašov
Tašov – gmina w Czechach, w powiecie Uście nad Łabą, w kraju usteckim. Według danych z dnia 1 stycznia 2014 liczyła 145 mieszkańców.